# Hesperophymatus
Hesperophymatus is een kevergeslacht uit de familie van de boktorren (Cerambycidae). De wetenschappelijke naam van het geslacht werd voor het eerst geldig gepubliceerd in 1959 door Zajciw.

## Soorten
Hesperophymatus omvat de volgende soorten:
- Hesperophymatus chydaeus Martins & Monné, 1975
- Hesperophymatus limexylon Zajciw, 1959